# Bothriomyrmex adriacus
Bothriomyrmex adriacus är en myrart som beskrevs av Santschi 1922. Bothriomyrmex adriacus ingår i släktet Bothriomyrmex och familjen myror.

## Underarter
Arten delas in i följande underarter:
- B. a. adriacus
- B. a. anatolicus